# 아가타촌 (이시카와현)
아가타촌(英田村)은 이시카와현 가호쿠군에 설치되었던 촌이다. 현재의 쓰바타정에 해당한다.